# Jerzy Jóźwiak (piłkarz)
Jerzy Jóźwiak (ur. 18 sierpnia 1939 w Maidières, zm. 13 września 1982 w Bytomiu) – polski piłkarz, napastnik.
Był ligowym piłkarzem Polonii Bytom. W jej barwach w 1962 został mistrzem Polski. Jest rekordzistą ekstraklasy, jako piłkarz z najdłuższą serią kolejnych występów (185). W reprezentacji Polski wystąpił tylko raz, w rozegranym 11 października 1962 spotkaniu z Marokiem, które Polska zremisowała 1:1.